# 迈尼拉炮击事件

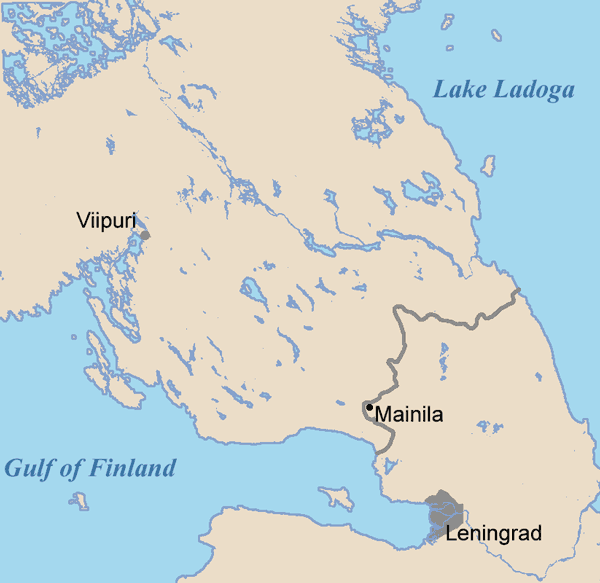
迈尼拉（Mainila）在卡累利阿地峽上的位置，圖為戰前的芬蘇國界。

迈尼拉砲擊事件（芬蘭語：Mainilan laukaukset），也有文献翻译为“曼尼拉砲擊事件”，为是一起發生於1939年11月26日的軍事事件，事件中蘇聯紅軍砲擊芬蘇邊界上的俄羅斯村莊迈尼拉（鄰近貝爾盧斯特羅維），並對外宣稱攻擊行為是由芬蘭所為，且砲擊造成了蘇聯方面的人員傷亡。經由這次假旗行動，蘇聯成功製造了入侵芬蘭的戰爭藉口，並於砲擊後四天發動冬季戰爭。

## 背景
蘇聯與芬蘭間簽有兩項主要的互不侵犯條約，分別是1920年簽訂的《塔爾圖和約》與於1932年首次簽署、1934年更新延長的《蘇芬互不侵犯條約》。此外，兩國亦均是國際聯盟的成員。就入侵芬蘭一事上，蘇聯政府期望尋求一項正當的戰爭藉口以合理化發動侵略戰爭的行為。早在同年8月底時，納粹德國便自導自演了格萊維茨事件以為入侵波蘭製造藉口。此外，蘇聯於1938年3月至1939年間舉行的兵棋推演亦假定了在迈尼拉這個位於邊界上的村莊發生的事件將會引發兩國的全面戰爭。

## 事件經過
1939年11月26日，蘇聯紅軍向迈尼拉發射了七發砲彈，國界另一邊的芬蘭觀測站觀測到了其中三發。觀測站人員估計砲彈大約在距邊界800公尺處的蘇聯國土內爆炸。事件發生後，芬蘭方面提議兩國共同調查原委，但遭蘇聯方面拒絕；後者更於11月29日斷絕與芬蘭的外交關係。
蘇聯共產黨領導人安德烈·日丹諾夫的私人檔案庫中的文件強烈暗示整起事件均是由蘇聯官方一手策畫，目的在於將芬蘭描繪為發動攻勢的入侵者。芬蘭方面則拒絕承擔任何責任，宣稱發動砲擊的是蘇聯軍隊。駐紮在邊界附近的芬軍砲兵連的戰爭日誌顯示迈尼拉不在任何芬蘭砲兵部隊的射程之內；他們先前即為避免類似事件的發生而撤往內陸。
蘇聯隨後毀棄《蘇芬互不侵犯條約》，並於1939年11月30日向芬蘭發動了冬季戰爭的首波攻勢。

## 事件後續
事件發生後，芬蘭方面隨即展開調查；調查結果認為砲擊當時沒有任何一門芬軍火炮或迫擊砲有足夠的射程能對迈尼拉實施砲擊。芬蘭陸軍元帥卡爾·古斯塔夫·埃米爾·曼納海姆早先已命令砲兵部隊撤離邊境。芬蘭邊境警衛同時作證宣稱他們聽到炮聲是從蘇聯那裡傳來的。
俄羅斯歷史學家帕維爾·阿普特卡爾（Pavel Aptekar）在分析前蘇聯軍事檔案後發現事件發生時駐守在迈尼拉地區的部隊並未回報任何人員傷亡，這使他認為砲擊事件完全是蘇軍自導自演。
戰後蘇聯最高領導人尼基塔·赫魯雪夫曾寫道砲擊事件是由炮兵元帥格里戈里·庫利克所策畫的。1994年，時任俄羅斯總統的鮑利斯·葉爾辛更進一步承認冬季戰爭是一場侵略戰爭。

### 引用
1. 1 2  Edwards, Robert. . Phoenix. 2006: 105. ISBN 9780753822470.
2. 1 2 3  Turtola, Martti. . Leskinen, Jari; Juutilainen, Antti  (编). . 1999: 44–45.
3. ↑  Leskinen, Jari.  [Blockade of the Gulf of Finland and the Soviet Union].  [Hushed bridge of Finland]. Helsinki: Hakapaino Oy. 1997: 406–407. ISBN 951-710-050-7 （芬兰语）.
4. 1 2  Trotter, William R. . Algonquin Books. 2000: 21. ISBN 9781565122499.
5. ↑  Heikkonen, Esko – Ojakoski, Matti: Muutosten maailma 4, ISBN 978-951-0-33919-0, WSOY, 2004 p. 125
6. ↑  Manninen, Ohto: Molotovin cocktail-Hitlerin sateenvarjo, 1995
7. ↑  Leskinen, Jari – Juutilainen, Antti (edit.): Talvisodan pikkujättiläinen, ISBN 978-951-0-23536-2, WSOY, 2006
8. ↑  Pavel Aptekar in article Casus Belli （页面存档备份，存于） using casualty reports as sources (Там же Оп.10 Д.1095 Л.37,42,106.130,142) （俄文）
9. ↑  Trotter, William R. . Algonquin Books. 2000: 22. ISBN 9781565122499.
10. ↑  Yeltsin's joint press conference with President of Finland Martti Ahtisaari at the Kremlin on 18 May 1994; Many KareliasVirtual Finland, November 2001, archived 2 February 2009 from the original （文）

## 外部連結
- Diplomatic correspondence between Finnish and Russian Governments （页面存档备份，存于） （俄文）

60°15′08″N 29°51′12″E / 60.25222°N 29.85333°E